# Megaselia rotundapicis
Megaselia rotundapicis är en tvåvingeart som beskrevs av Ronald Henry Lambert Disney 1999. Megaselia rotundapicis ingår i släktet Megaselia och familjen puckelflugor. Inga underarter finns listade i Catalogue of Life.